# Anne Marie Brodén
Anne Marie Brodén, tidigare Nilsson, ursprungligen Britt Anne-Marie Eriksson, född 25 oktober 1956 i Knäreds församling i Hallands län, är en svensk politiker (moderat). Hon var ordinarie riksdagsledamot 2002–2014, invald för Hallands läns valkrets.
Brodén har varit förtroendevald politiker i Halland sedan 1985 och på heltid sedan 1993. Först i hemkommunen Laholm, därefter i Landstinget Halland i över tjugo år varav tio som landstingsråd och ordförande i Region Hallands interimsstyrelse och dess fullmäktige. Som landstingsstyrelse ordförande drev hon igenom många reformer och var först i landet med att införa vårdval. Hon var även pådrivande på att utveckla sjukvården med kvalitet och tillgänglighet kopplat till ledarskap och ökad valfrihet.Under riksdagsåren arbetade hon aktivt med att utveckla Moderaternas sjukvårdspolitik och att utveckla området Kulturens betydelse för hälsan. Under Hallandsåren var Anne Marie Brodén initiativtagare tillsammans med landshövding Karin Starrin till boken Smak av Halland om mat musik och hälsa som gavs ut av ICA förlaget. Kocken i boken var Stefan Holmström.
Hon avslutade ordförandeskapet efter sju år i Folkbildningsrådets expertgrupp som har ansvar för utvärdering av folkbildning och folkhögskolor, bestående av forskare och experter, under våren 2016.Anne Marie utsågs av regeringen att efterträda  Ingela Thalen som ordförande i Stiftelsen Allmänna Barnhuset och Sätra bruks Herrgård 2014 och har fortsatt det uppdraget.Anne Marie har varit vice ordförande i Medborgarskolan i Stockholm samt ordförande i Påhlmans handelsinstitut From 2014 t.o.m. 2020 var Anne Marie även Förbundsordförande i S:t Lukas. Hon har varit ordförande i Statens folkhälsoinstitut och i Riksförbundet Hälsofrämjandet samt ledamot i Statens Patientskadenämnd under riksdagstiden. 
Anne Marie arbetar med förebyggande frågor såsom Mindfulness i skolan och i ledarskapet samt är ordförande i föreningen Drömmen om det goda. Under sin tid i riksdagen startade Anne Marie Mindfulness i Riksdagen för politiker och tjänstemän 2011. Första parlamentet som infört mindfulness. From 2017 finns det 15 parlament som ingår i Mindful nation där Anne Marie Brodén deltar från Sveriges sida. Under några år var Anne Marie ledamot i Ideell arenas styrgrupp som arbetar med ledarskap inom ideella sektorn. Idag driver hon en konsultverksamhet med inriktning på stöd till idé buren sektor, projekt och styrelseutveckling samt ingår i regeringens Barnrättsdelegation.

## Riksdagsledamot
Anna Marie Brodén valdes in i riksdagen som ordinarie ledamot i valet 2002 för Hallands läns valkrets.
Inledningsvis blev hon suppleant i socialutskottet, socialförsäkringsutskottet och bostadsutskottet. Redan i november 2002 kom hon att bli ordinarie ledamot i socialutskottet med ansvar för sjukvård, folkhälsa, handikappolitik och EU-frågor. Under perioden från juni 2003 till oktober 2005 var Brodén suppleant i EU-nämnden.
Förutom en kort paus kom hon att vara suppleant i socialförsäkringsutskottet under hela mandatperioden 2002–2006. I februari 2003 blev Brodén suppleant i kulturutskottet och efter valet 2006 kom hon att bli ordinarie ledamot av utskottet, vilket hon fortsatte att vara under hela mandatperioden. Under denna mandatperiod (2006–2010) var Brodén även suppleant i finansutskottet. År 2010 blev Brodén ansvarig för kulturfrågor och folkbildningsfrågor. Hon arbetade speciellt med regional tillväxt och kreativa näring samt kulturens betydelse för hälsan. Även skapande skola och äldreomsorg var hennes hjärtefrågor.
Som riksdagsledamot har Brodén tagit initiativ till en riksdagsgrupp som ska arbeta för att främja kultur och hälsa och integrativ medicin.
Hon har lett ett sjukvårdspolitiskt utvecklingsarbete för moderaterna och suttit i utredning om Lagen om stöd och service till vissa funktionshindrade för moderaterna. Hon var från och med 2012 invald i moderaternas barngrupp med ansvar för barn och ungas psykiska ohälsa.
Brodén var även ordförande för Riksdagens Konstklubb.[källa behövs]